# Анструда
Анструда (умерла в 688) — святая игумения. День памяти — 17 октября.

## Житие
Анструда, или Аструда (Astrude, Austrude) родилась в христианской семье. Её родители, святые Бландин (Blandin) и Салаберга, основали монастырь Иоанна Крестителя в Лаоне. С согласия супруга св. Салаберга стала его первой настоятельницей. Святая Анструда стала настоятельницей вслед за ней. Она познала трудности, которые чинил ей тамошний епископ Перегрин, претендовавший на монастырь и поддерживаемый Эброином, майордомом Нейстрии.

## Прославление
Святая Анструда прославилась чудотворениями как при жизни, так и после своей кончины 17 октября 688 года. Она была погребена в монастырском храме Иоанна Крестителя в Лаоне, где её тело почивало до времён революции.